# Tomás de Berlanga
Frei Tomás de Berlanga, OP (1487 - 8 de agosto de 1551) foi o quarto bispo do Panamá.

## Vida
Tomás de Berlanga nasceu em Berlanga de Duero em Soria, Espanha. Em 11 de fevereiro de 1534, o Papa Clemente VII o nomeou Bispo do Panamá. Em 17 de maio de 1534, foi consagrado bispo em Toledo por Francisco Mendoza de Bobadilla, bispo de Coria. Francisco Mendoza, Bispo de Palencia, foi co-consagrador, com a assistência do Padre Francisco de Navarra y Hualde.
Em 1535, ele partiu para o Peru para resolver uma disputa entre Francisco Pizarro e Diego de Almagro sobre a divisão do território após a conquista do Império Inca.:388 Seu navio parou quando os ventos acabaram e fortes correntes o levaram para as Ilhas Galápagos, que ele descobriu em 10 de março de 1535. Ele enviou um relato da aventura e descoberta a Carlos V, Sacro Imperador Romano e Rei da Espanha. Berlanga renunciou à sua sé em 1537.
Quando Tomás de Berlanga voltou da América para Berlanga de Duero, ele trouxe consigo um jacaré do rio Chagres, no Panamá. Este jacaré media 3 metros. Atualmente está em exibição na Colegiata de Nuestra Señora del Mercado em Berlanga de Duero.